# Mes parrains sont magiques : Encore + magiques
Mes parrains sont magiques : encore + magiques (The Fairly OddParents: Fairly Odder) est une sitcom en live-action américaine créée par Christopher J. Nowak et diffusée à partir du 31 mars 2022 sur Paramount+ et Nickelodeon. Elle fait suite à la série mère Mes parrains sont magiques.
En France, la série est diffusée à partir du 5 septembre 2022 sur Nickelodeon et sur Nickelodeon Teen, et sur MTV et sur Comedy Central sur la plateforme Paramount+.
En février 2023, la série est retirée de Paramount+.

## Synopsis
Reprenant des années après la série originale, la nouvelle série suit la cousine de Timmy Turner, Vivian "Viv" Turner, et son nouveau demi-frère, Roy Raskin, vivant à Dimmsdale avec l'aide de leurs parrains magiques, Cosmo et Wanda, qui leur ont été offert par Timmy, plus âgé et étudiant maintenant à l'université.

## Distribution

### Acteurs principaux
- Audrey Grace Marshall (VF : Zina Khakhoulia) : Vivian « Viv » Turner
- Tyler Wladis (VF : Kaycie Chase) : Roy Raskin
- Ryan-James Hatanaka (VF : Pierre Tessier) : Ty Turner
- Laura Bell Bundy (VF : Dorothée Pousséo) : Rachel Raskin
- Imogen Cohen (VF : Clara Soares) : Zina Zacarias

Avec les voix de
- Susanne Blakeslee (VF : Magali Rosenzweig) : Wanda
- Daran Norris (VF : Fabrice Josso) : Cosmo et (VF : Patrick Mancini) : Jorgen von Strangle

### Acteurs secondaires
- Liam Kyle (VF : Benjamin Bollen) : Nate Buxaplenty
- Mary Kate Wiles (VF : Marie Tirmont) : Vicky
- Rocco Masihi : Mateo
- Donnie Masihi : Todd
- Lesli Margherita : Judy Stoneface
- Garrett Clayton (VF : Donald Reignoux) : Dustan Lamberlake
- Rika Ghosh (VF : Elsa Davoine) : Cassidy
- Ryosuke Sekoguchi : Akira
- Carlos Alazraqui (VF : Pierre Tessier) : Denzel Crocker
- Caleb Pierce (VF : Alexis Tomassian) : Timmy Turner (invité - épisode 1)

- Version française
  - Société de doublage : Lylo
  - Direction artistique : Nathanel Alimi (dialogues, France) et Marie-Ange Teuwen (chants, Belgique)
  - Adaptation des dialogues : Cécile Charpentier et Céline Bouin
  - Voix chantées : Kaycie Chase, Fabrice Josso, Magali Rosenzweig, Vanessa Van-Geneugden, Aaricia Dubois, Guy Wazungasa Waku, Xavier Wielemans, Olivier Prémel, Sophie Pyronnet, Damien Locqueneux, Nancy Philippot et Christa Jérôme

## Production

### Fiche technique
- Titre original : The Fairly OddParents: Fairly Odder
- Titre français : Mes parrains sont magiques : encore + magiques
- Réalisation : Christopher J. Nowak
- Scénario : Butch Hartman
- Musique : Bruce  Hartman, Ron Jones

- Direction artistique : Aaron Jackson
- Son : Colin Rogers
- Montage : Andrew Hirsch
- Casting : Krisha Bullock, Jamie Snow
- Production : Cooper Barnes, Sam Becker, Mike Caron, Butch Hartman, Leo Knox, Samantha Martin, Christopher J. Nowak
- Sociétés de production : Billionfold Inc., Nickelodeon Productions
- Sociétés de distribution :
- Pays d'origine :  États-Unis
- Langue originale : anglais
- Format : couleur - HDTV - 16/9 - Dolby Digital 5.1
- Genre : Série d'animation, Aventure, Comédie
- Nombre de saisons : 1
- Nombre d'épisodes : 13
- Durée : 22 minutes
- Dates de première diffusion :
  - États-Unis : 31 mars 2021
  - France : 5 septembre 2022

## Épisodes
| Saison | Saison | Épisodes | États-Unis      | États-Unis    | France           | France        |
| Saison | Saison | Épisodes | Début de saison | Fin de saison | Début de saison  | Fin de saison |
| ------ | ------ | -------- | --------------- | ------------- | ---------------- | ------------- |
|        | 1      | 13       | 31 mars 2022    | 31 mars 2022  | 5 septembre 2022 | janvier 2023  |

### Saison 1 (2022)
| No | #  | Titre français                                       | Titre original                  | Diffusion originale | Code prod. |
| -- | -- | ---------------------------------------------------- | ------------------------------- | ------------------- | ---------- |
| 1  | 1  | Du gâteau, de la danse et un pantalon en or massif ! | Cake, Dance, & Solid Gold Pants | 31 mars 2022        | 101        |
| 2  | 2  | La phrase interdite                                  | The Forbidden Phrase            | 31 mars 2022        | 102        |
| 3  | 3  | Le roi Roy                                           | King Roydas                     | 31 mars 2022        | 103        |
| 4  | 4  | Les meilleurs amis de Vicky                          | Vicky's Best Friend             | 31 mars 2022        | 104        |
| 5  | 5  | Des cookies par milliers                             | Cheater Cheater Cookie Eater    | 31 mars 2022        | 105        |
| 6  | 6  | Populaire                                            | The Most Popular Person         | 31 mars 2022        | 106        |
| 7  | 7  | Chacun son style                                     | The Show Off                    | 31 mars 2022        | 107        |
| 8  | 8  | Retour vers le Scooter                               | Back to the Scooter             | 31 mars 2022        | 108        |
| 9  | 9  | Codzillard                                           | Codzillard!                     | 31 mars 2022        | 109        |
| 10 | 10 | Roynocchio                                           | Roynocchio                      | 31 mars 2022        | 110        |
| 11 | 11 | The appli des voeux                                  | Da Wish App                     | 31 mars 2022        | 111        |
| 12 | 12 | Fées et méfaits, partie 1                            | Fairies Away! Part 1            | 31 mars 2022        | 112        |
| 13 | 13 | Fées et méfaits, partie 2                            | Fairies Away! Part 2            | 31 mars 2022        | 113        |